# أحمد كيا
أحمد كيا (بالفارسية: احمد کیا) هو لاعب كرة قدم إيراني. حضر احمد كيا خلال مسيرته الرياضية في عدة فرق ومنها فريق فولاد يزد لكرة القدم الإيراني.